# Trancista

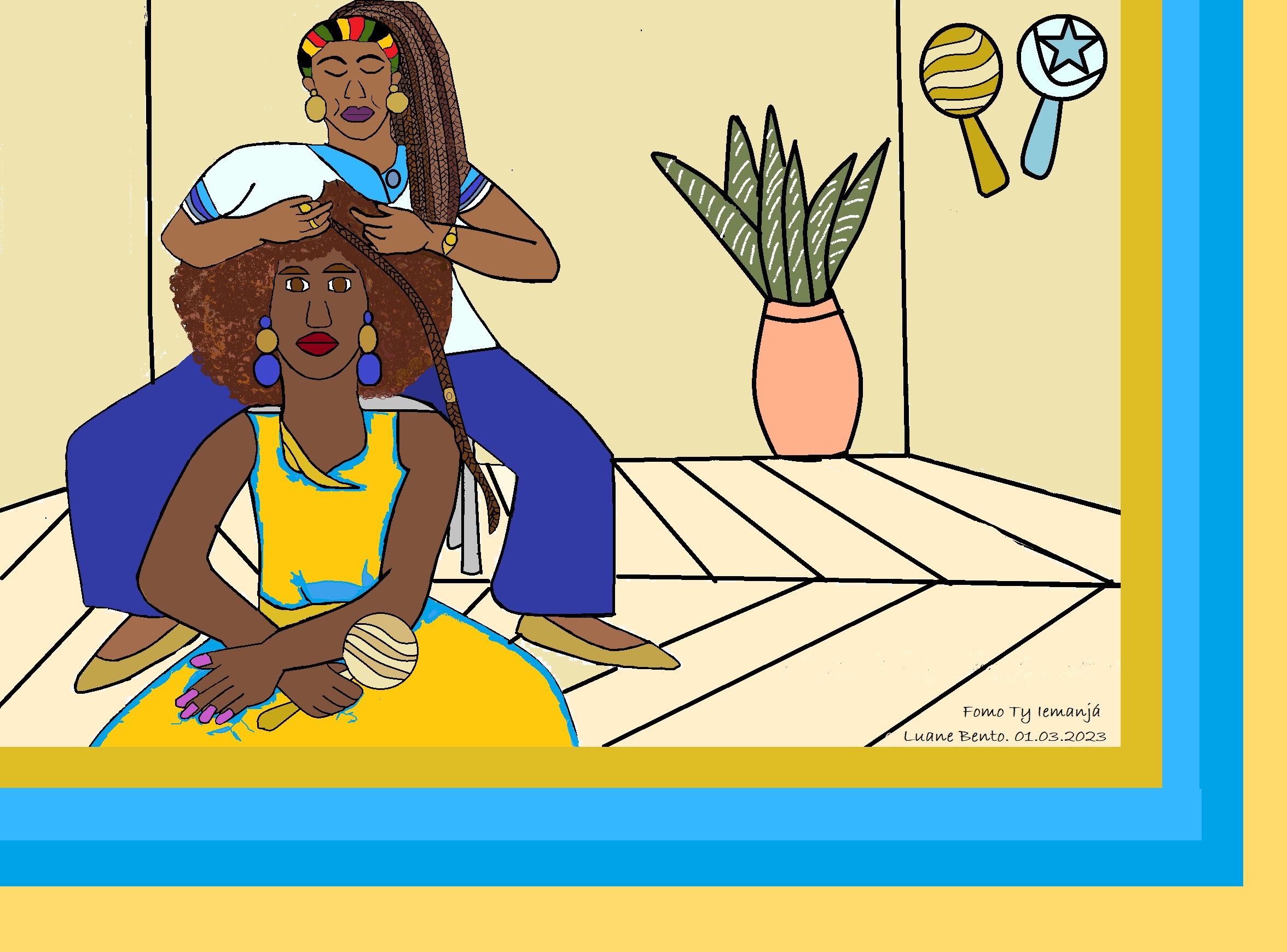
Ilustração "Cultura Trançada" de autoria da pesquisadora Luane Bento dos Santos. Desenho realizado no programa Paint no mês de março de 2023.

Trancista/e ou Trançadeira afro é uma palavra usada para nomear  o ofício/ocupação de mulheres, em sua maioria negras, que têm como atividade trançar cabelos crespos, cacheados, lisos e anelados com diferentes técnicas de penteados artesanais afro.
No Brasil, a atividade de trancista afro é extremamente vinculada às políticas de afirmação da identidade negra, da negritude e do orgulho negro. O uso de tranças e outros penteados afro artesanais ocorre para pessoas negras por diversos motivos desde pela transição capilar, bem como para reafirmar a identidade negra e valorizar as raízes culturais africanas.
O espaço destinado para a execução do trabalho das trancistas afro pode ser os salões de beleza étnico ou afro, suas residências ou a casa de seus clientes. Geralmente, na preparação e confecção dos trançados, elas costumam gastar cerca de 4 a 12 horas.[carece de fontes?]
No Brasil a ocupação de trancista ou trançadeira afro não é regulamentada pelos órgãos oficiais. Esta atividade laborativa pode ser considerada ofício por ser transmitida de geração em geração e ser aprendida em contextos familiares e em espaços de sociabilidades negras e não apenas em cursos formativos para trancistas . 
Recentemente a atividade de trancistas afro foi reconhecida como ocupação pelas instituições governamentais. Uma vitória que ocorreu devido a mobilização de coletivos de trancistas  trançadeiras afro e ativistas e organizações dos movimentos negros pelo país. Contudo, é necessário destacar que apesar da demora na regulamentação da ocupação um expressivo contingente de mulheres e homens negros exerciam e exercem a atividade laborativa de trançar cabelos. Além disso, cabe destacar que na atualidade, a partir de suas articulações políticas as trancistas conseguiram garantir nos calendários municipais e estaduais o dia da trancistas. As cidades de Uberlândia (MG), Rio de Janeiro (RJ), Macaé (RJ) , Carapicuíba (SP), Belém (PA), Mogi das Cruzes (SP) , Nova Friburgo (RJ),  Valparaíso de Goiás (GO), Diadema (SP), Salvador (BA), Piracicaba   São Paulo (SP) e os estados do Rio de Janeiro e de Minas Gerais têm em seus calendários oficiais o dia da trancista.. Outro movimento recente foi o reconhecimento da prática de trançar cabelos nas comunidades negras da cidade de São Paulo como patrimônio cultural afro-brasileiro do município.
A arte de trançar cabelos pode ser vista em vários países com população afrodiaspórica: Venezuela, Colômbia, Argentina, Cuba, Estados Unidos e Uruguai. Na realidade, todos os países que receberam africanos e africanas escravizados no período colonial, bem como países que recebem na atualidade africanos e africanas imigrantes. Ou seja, a cultura de entrelaçar cabelos com penteados artesanais afro está disseminada em várias partes do globo.
Ainda vale mencionar mulheres negras, tais como: Idalice Moreira Basto (Afro Dai, RJ) na cidade do Rio de Janeiro (RJ), Negra Jhô em Salvador (BA), Penha Nascimento em São Paulo (SP); Betina Borges em Belo Horizonte (MG), Ana Akini (DF), Laodicéia Nascimento (DF), Claudia Talita (RJ), Layla Maryzandra (DF), Roseane Líbano (RJ), Gabriela Azevedo (RJ), Michelle Reis (BA) que atuam na disseminação da cultura das tranças e promoveram eventos (festivais, concursos de beleza e desfiles) de valorização da arte das tranças e indumentária afro e africana . Os blocos afro como Ilê Aiyê em Salvador (BA) e Agbara Dudu (RJ) também sã o promotores desta estética negra. Além disso, os salões de beleza afro/ étnico são os Quilombos Urbanos   que podemos encontrar essas trabalhadoras ofertando o serviço de trançar cabelos.
Cabe mencionar que no universo acadêmico algumas pesquisadoras e pesquisadores se dedicaram a investigar o universo dos ofícios e ocupação das trancistas, trançadeiras e os estilos dos penteados afro nas diversas áreas do conhecimento desde Educação, Antropologia Social, Matemática, História, Jornalismo, Geografia, Administração, Desenho Industrial, Ciências Sociais e Patrimônio Cultural. Podemos citar os seguintes nomes que escreveram monografias, trabalhos de conclusão de cursos e artigos:  Aline Ferraz Clemente, Ana Carolina Areias Nicolau Siqueira, Anna Cláudia Antônio da Silva, Anne Karine Cherrin de Souza, Bianca Silva Braga,Carla Cristina Alves de Luna, Cristiane Siqueira de Macêdo Nobre, Débora Sarah de Oliveira,  Jéssica Tomaz dos Santos, Joice  Caroline de Jesus Marques, Natália Felício dos Santos, Thais Santos Costa, Jéssica Carolina Fonseca Inácio, Ana Cláudia Antônio da Silva e José Vilani de Farias
Na pós-graduação temos as dissertações de mestrado de: Ana Beatriz Juvêncio Gonçalves, Ana Paula Medeiros Teixeira dos Santos,  Elisa Hipólito do Espirito Santo, Eufrásia Nahako Songa, Jorlânia Carolina Cândido Souza, Luane Bento dos Santos,  Nickson Deyvis da Silva Correia, Mariane Valério de Paula, Paloma da Silveira da Silva, Barbara Rebouças Ribeiro. 
As teses de doutorado sobre a temática das trancistas e trançadeiras são das seguintes pesquisadoras: Daniela Alexandre Ferreira, Luane Bento dos Santos e Raissa Lennon . Vale dizer que no universo acadêmicos, as pesquisas sobre o trabalho das trancistas e a beleza das tranças estão concentradas no campo da Antropologia Social, Etnomatemática e Relações Raciais.  
Além dos trabalhos acadêmicos, na atualidade, também há produções audiovisuais (curta-metragem, documentários e filmes) dedicados a estética dos penteados trançados, são eles: Memórias Trançadas, O que cabe em um trançado, Abebé, Enraizadas, Espelho, Espelho Meu!, Trança nagô: a arte e história, Ancestralidade das Tranças no Rio de Janeiro. Comemoração do Dia da Pessoa Trancista, Caminhos Trançados de São Paulo. 